# スイカ割り

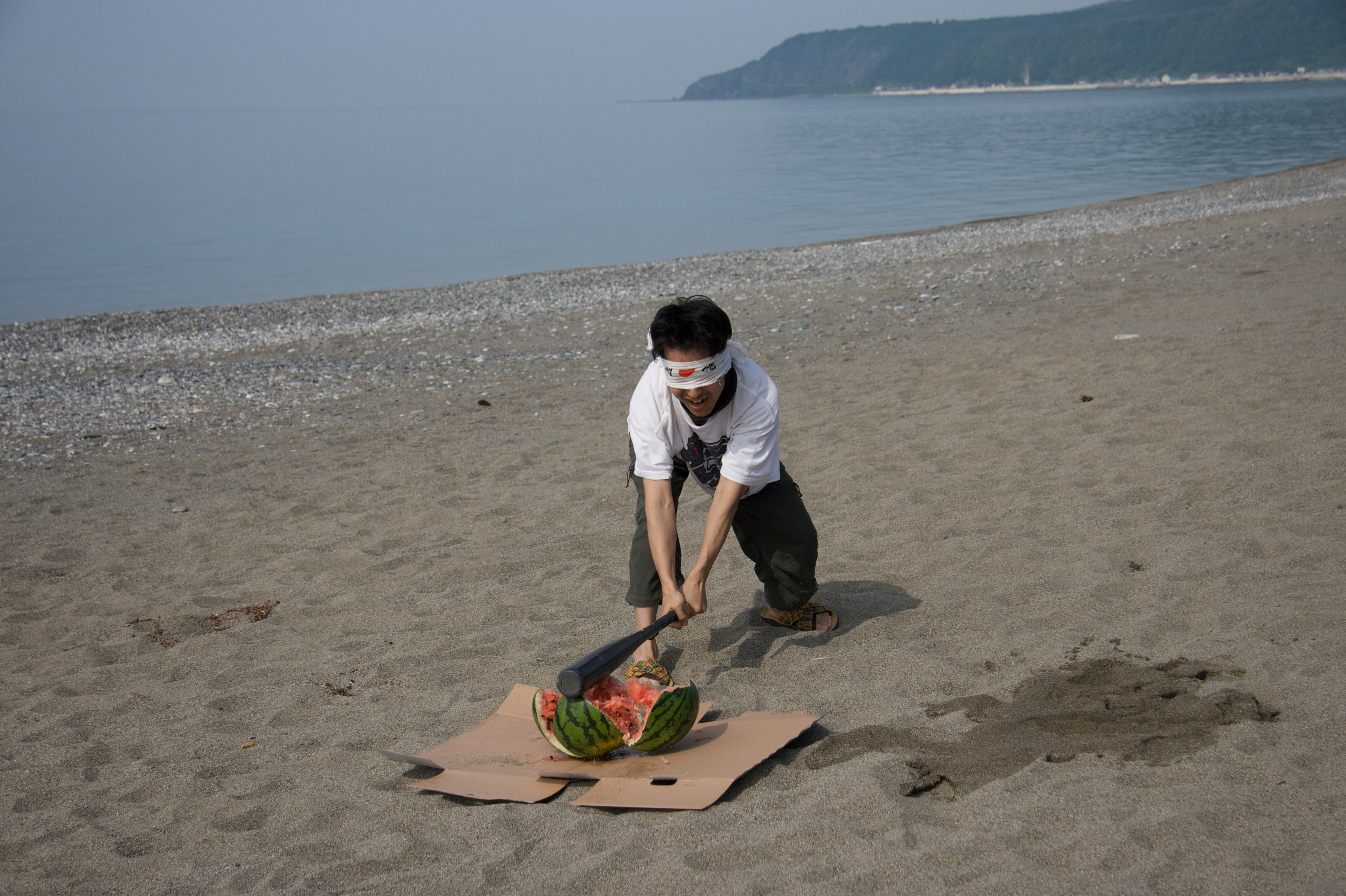
目隠しをしてスイカ割りをする男性。

スイカ割り（すいかわり）とは、用意したスイカの果実を、目隠しをした挑戦者が周囲の声だけを頼りに、手にした棒で割る遊びである。前もって挑戦者の体を回転させ、平衡感覚を狂わせてから開始することもある。
一般的には海水浴場などの砂浜で行われることが多いが、保育園・幼稚園の園庭や、各種イベント会場などでも行われる。スイカ割りは、日本の夏の風物詩である。
挑戦者は視界がほとんどない状態の為、故意にスイカがない方向を指示したり、平衡感覚を狂わせている時は正しい方向を指示しても違う方向に行ってしまったりすると、スイカ割りに参加しない第三者との接触や棒による怪我等のトラブルを発生させてしまう可能性があるので、挑戦者以外の参加者は注意する必要がある。
割った後のスイカは食べるのが普通だが、砂浜で割るとスイカの断面に砂が付着して、食べるには適さない状態になる事が多いことから、スイカの下にいわゆるレジャーシートや段ボールなどを敷いて行うことが多い。

## 公式ルール

### 日本すいか割り協会版
農業協同組合（JA）が設立した「日本すいか割り協会（Japan Suika-Wari Association；JSWA）」が、1991年に定めた「公式ルール」を紹介する。なお、JSWAはJAがスイカの消費拡大を目的として行ったキャンペーンのために設立されたものであり、現在は存在していない。
- スイカと競技者の間の距離
9m15cm。
- 棒
直径5cm以内、長さ1m20cm以内。
- 目隠し用手ぬぐい
JSWA 公認のもの。
目隠し度合いの確認のため1万円札を競技者の前に落としてみる。
- 体を回転させる回数  7回と2/3回転。
- 使用するスイカ
国産スイカ（よく熟れたもの）。
- 制限時間
3分。
- 判定
割れたスイカの断面の美しさによって審判員が判定する。
最も美しいとされる、スイカが2つに割れてその2つの大きさが均等という状態を満点として割れた部分の大きさの不均衡具合によって減点法で採点する。
- その他
審判員は、その年のスイカを10個以上食べている必要がある。

### 日本すいか割り推進協会認定版
山形県のJAみちのく村山が設立した「日本すいか割り推進協会」が定めたルール。
- スイカと競技者の間の距離
5m以上7m以内。
- 棒
直径5cm以内、長さ1m20cm以内。
- 体を回転させる回数(フォーメーションローリング(スタートする時の回転))   右回りで、5回と2/3回転。
- 使用するスイカ
国産スイカ。
- 制限時間
1分30秒（この時間内であれば、スイカに当たらない限りは3回まで棒を振ることが可能）。
- 判定
空振り:0点。スイカに当たる:1点。ひび割れができる：2～4点。赤い果肉が見える：5～10点。
- その他
審判員は、スイカに関する質問5問に3問以上答えられる人物。